# Kalle Korma
Kalle Heikki Korma (ur. jako Kalle Heikki Fallström 27 grudnia 1900 w Helsinkach, zm. 9 września 1985 tamże) – fiński piłkarz występujący na pozycji napastnika, reprezentant Finlandii w latach 1923–1928.

## Kariera klubowa
W latach 1922–1928 występował w Helsingin Jalkapalloklubi, gdzie grał na pozycji napastnika. W sezonach 1923 i 1925 wywalczył z tym klubem tytuł mistrza Finlandii.

## Kariera reprezentacyjna
12 sierpnia 1923 zadebiutował w reprezentacji Finlandii w wygranym 2:1 meczu towarzyskim przeciwko Niemcom w Dreźnie. We wrześniu 1923 roku w spotkaniu z Polską (5:3) zdobył 2 pierwsze bramki w drużynie narodowej. Ogółem w latach 1923–1928 rozegrał on w reprezentacji 19 spotkań w których strzelił 10 goli.

### Bramki w reprezentacji
| LP  | Data             | Miejsce                      | Przeciwnik | Bramka | Rezultat | Ranga meczu     |
| --- | ---------------- | ---------------------------- | ---------- | ------ | -------- | --------------- |
| 1.  | 23 września 1923 | Töölön pallokenttä, Helsinki | Polska     | 4:1    | 5:3      | Mecz towarzyski |
| 2.  | 23 września 1923 | Töölön pallokenttä, Helsinki | Polska     | 5:1    | 5:3      | Mecz towarzyski |
| 3.  | 17 czerwca 1924  | Töölön pallokenttä, Helsinki | Turcja     | 2:3    | 2:4      | Mecz towarzyski |
| 4.  | 28 lipca 1924    | Töölön pallokenttä, Helsinki | Szwecja    | 1:0    | 5:7      | Mecz towarzyski |
| 5.  | 28 lipca 1924    | Töölön pallokenttä, Helsinki | Szwecja    | 2:0    | 5:7      | Mecz towarzyski |
| 6.  | 14 sierpnia 1924 | LSB stadions, Ryga           | Łotwa      | 1:0    | 2:0      | Mecz towarzyski |
| 7.  | 23 sierpnia 1924 | Töölön pallokenttä, Helsinki | Norwegia   | 2:0    | 2:0      | Mecz towarzyski |
| 8.  | 9 sierpnia 1925  | Töölön pallokenttä, Helsinki | Łotwa      | 2:1    | 3:1      | Mecz towarzyski |
| 9.  | 9 sierpnia 1925  | Töölön pallokenttä, Helsinki | Łotwa      | 3:1    | 3:1      | Mecz towarzyski |
| 10. | 11 września 1927 | Töölön pallokenttä, Helsinki | Łotwa      | 2:0    | 3:1      | Mecz towarzyski |

## Życie prywatne
Pracował jako policjant.

## Sukcesy
Helsingin Jalkapalloklubi
- mistrzostwo Finlandii: 1923, 1925